# 坂田村
坂田村（さかたむら）は、滋賀県坂田郡にあった村。現在の米原市の西部、北陸本線・坂田駅の周辺、琵琶湖沿岸、天野川の河口右岸にあたる。

## 地理
- 湖沼：琵琶湖
- 河川：天野川、琵琶田川、土川

## 歴史
- 1942年（昭和17年）4月1日 - 法性寺村・日撫村が合併して発足。
- 1955年（昭和30年）4月1日 - 息長村と合併して近江町が発足。同日坂田村廃止。

## 交通
- 日本国有鉄道
  - 北陸本線
    - 坂田駅

現在は旧村域を東海道新幹線が通過するが、当時は未開業。

### 道路
- 国道8号

現在は旧村域を北陸自動車道が通過するが、当時は未開通。